# Maria Adeodata Pisani
Suor Maria Adeodata Pisani, al secolo Maria Teresa Pisani (Napoli, 29 dicembre 1806 – Medina, 25 febbraio 1855), è stata una religiosa italiana naturalizzata maltese appartenente all'Ordine di San Benedetto, badessa del monastero di San Pietro nella cittadina di Medina, a Malta. È stata dichiarata beata il 9 maggio 2001 da papa Giovanni Paolo II.

## Biografia
Nacque a Napoli il 29 dicembre 1806 e ivi rimase fino a 19 anni, poi si trasferì a Malta dove fu allevata dalla nonna paterna. Morta la nonna venne mandata in collegio. A 22 anni fece il suo ingresso al monastero di San Pietro delle Suore Benedettine. L'8 marzo 1830 fece la professione religiosa. Fu tre volte sacrestana ed infermiera, aiutava i poveri e li catechizzava. Il 30 giugno 1847 venne eletta Maestra delle Novizie. Il 30 giugno 1851 venne eletta abadessa, mentre il 30 giugno 1853 venne dichiarata discreta. Morì il 25 febbraio 1855.

## Culto
Il processo di  canonizzazione iniziò nel 1893 ma fu più volte interrotto. Venne dichiarata beata il 9 maggio 2001 da Giovanni Paolo II insieme a Giorgio Preca e Ignazio Falzon.